# Adriano Olivetti

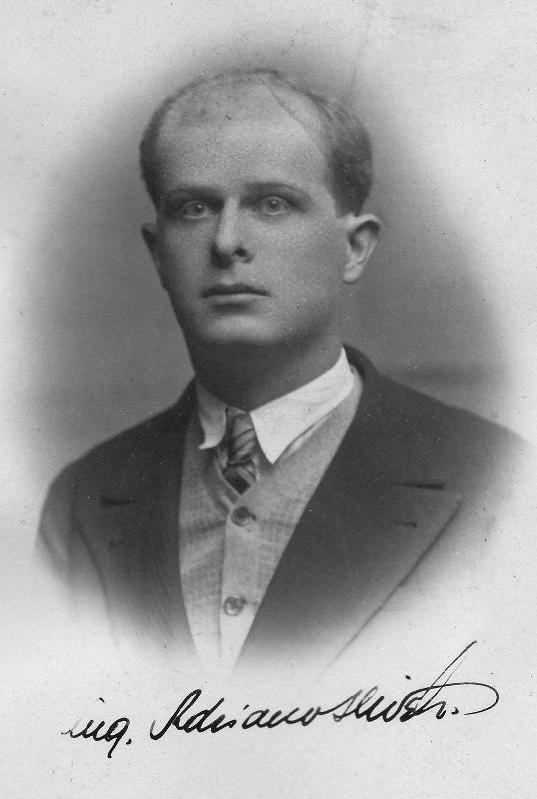
Adriano Olivetti, 1925

Adriano Olivetti (* 11. April 1901 in Monte Navale bei Ivrea, Piemont, Italien; † 27. Februar 1960 in Aigle, Kanton Waadt, Schweiz) war ein italienischer Unternehmer, Ingenieur, Herausgeber und Politiker. Er war Direktor des Familienunternehmens Olivetti.

## Leben
Adriano war Sohn des aus einer jüdischen Familie stammenden Firmengründers Camillo Olivetti. Seine Mutter war Waldenserin.
April 1918 meldete er sich freiwillig zum 4. Alpini-Regiment. Nach einem Studienaufenthalt in den USA machte Adriano 1924 am Politecnico di Torino seinen Abschluss als Chemieingenieur. Adriano steuerte den Wagen, mit dem der Sozialist Filippo Turati 1926 nach Frankreich floh.
Im Jahr 1926 trat er ins väterliche Unternehmen ein. Im Jahr 1932 stieg er zum Direktor auf und präsentierte die erste tragbare Schreibmaschine Olivetti MP1.
Während des Zweiten Weltkriegs floh er in die Schweiz, wo er mit der Resistenza in Kontakt blieb.
Im Jahr 1947 gründete er den Buchverlag Edizioni di Comunità. Im gleichen Jahr formierte er eine progressive kulturelle Gemeinschaftsbewegung (Movimento Comunità), aus der eine politische Partei erwuchs. Die Bewegung versuchte, den sozialistischen Flügel mit dem liberalen unter einer einzigen Flagge zu vereinen. Olivetti teilte seine Zeit zwischen geschäftlichen Unternehmungen und Versuchen, sein utopisches Ideal des Gemeinschaftslebens zu praktizieren und zu verbreiten. Sein Glaube war, dass Menschen, die sich und ihre Umwelt respektieren, Krieg und Armut vermeiden können.
Im Jahr 1949 konvertierte Olivetti zum Katholizismus. 1950 enthüllte er seine Vision des Vorrangs im politischen Feld von Urbanismus und Planung. Die Stadtplanung war nur eine von Olivettis vielen Leidenschaften.
Im Jahr 1955 erhielt er den Design-Preis Compasso d’Oro.
Auf dem Weg nach Lausanne Ende Februar 1960 erlitt er im Zug eine Hirnblutung und starb.

## Schriften
- L’ordine politico delle Comunità. Le garanzie di libertà in uno Stato socialista, Ivrea, Nuove Edizioni Ivrea, 1945.
- L’ordine politico delle Comunità dello Stato secondo le leggi dello spirito, Roma, Edizioni di Comunità, 1946.
- Società, Stato, Comunità. Per un’economia e politica comunitaria, Milano, Edizioni di Comunità, 1952.
- Città dell’uomo, Milano, Edizioni di Comunità, 1959.
- L’ordine politico delle Comunità. Le garanzie di libertà in uno stato socialista, a cura di Renzo Zorzi, Milano, Edizioni di Comunità, 1970.
- Ai Lavoratori. Discorsi agli operai di Pozzuoli e Ivrea, Roma/Ivrea, Edizioni di Comunità, 2012
- Democrazia senza partiti, Roma/Ivrea, Edizioni di Comunità, 2013.
- Il cammino della Comunità, Roma/Ivrea, Edizioni di Comunità, 2013.
- Il mondo che nasce, Roma/Ivrea, Edizioni di Comunità, 2013.
- L’ordine politico delle Comunità, Roma/Ivrea, Edizioni di Comunità, 2014.
- Le fabbriche di bene, Roma/Ivrea, Edizioni di Comunità, 2014.
- Noi sogniamo il silenzio, Roma/Ivrea, Edizioni di Comunità, 2015.
- Città dell’uomo, Roma/Ivrea, Edizioni di Comunità, 2015
- Dall’America: lettere ai familiari (1925–26), Roma/Ivrea, Edizioni di Comunità, 2016
- Discorsi per il Natale, Roma/Ivrea, Edizioni di Comunità, 2017